# Філі Дабо Сіссоко
Фі́лі Дабо́ Сіссо́ко́ (фр. Fily Dabo Sissoko; *15 березня 1900, Горокото, Французький Судан (нині округ Бафулабе, область Каєс, Малі) — 30 червня 1964, Кідаль) — малійський політик, державний і громадський діяч, письменник і поет; один із найвпливовіших політичних лідерів Малі до здобуття незалежності (1960), яскравий діяч доктрини негритюду.

## З життєпису
Народився у родині кантонального вождя народу хасонке. Освіту здобув в елітному вищому навчальному закладі — нормальній школі ім. Вільяма Понті (1928) на острові Горе в Сенегалі.
Вчителював у Бафулабе, поки на посаді кантонального вождя не замінив свого батька (призначений у 1933 році). Брав участь у французькій політиці, підтримував Народний фронт Франції у 1930-х роках, у роки Другої світової війни — рух Опору. По закінченні війни був нагороджений французькою медаллю Опору.
У 1945 році був обраний депутатом Французького Судану до Установчих зборів Франції. У 1946, 1951 і 1956 роках — депутат від  своєї країни в Національній асамблеї Франції .
Призначений заступником державного секретаря з промисловості та торгівлі уряду Р. Шумана (5-11 листопада 1948 р.).
У 1946—1959 роках — засновник і лідер консервативної Суданської прогресивної партії. Активно виступав проти соціалістичної політичної програми партії Суданський союз-Африканське демократичне об'єднання Модібо Кейта, майбутнього першого президента та глави уряду Республіки Малі (1960-1968).
Був заарештований та звинувачений у підбурюванні до заколоту. За спробу дестабілізувати державу був засуджений до страти. Страту згодом заміннили на довічне ув'язнення. Відбував вирок у в'язниці Кідаля, де 1964 року помер за нез'ясованих обставин.

## З доробку
Філі Дабо Сіссоко — один із основоположників малійської літератури. Брав участь у формуванні малійської культурної самобутності, спираючись на різні етнічні та усні літературні традиції. Писав французькою.
Автор нарисів «Чорні та культура» (1950), «Олівці та портрети» (1953), збірки політичних віршів «Хармакіс» (1955), збірки віршів «Поезія Чорної Африки» (1963), історичного роману «Пристрасть Джиме» (1956).
Найвидатніший твір — повість «Червона савана» (1962) має антиколоніальну спрямованість. Також збирач фольклору (книга «Чорна мудрість, вислови та пісні малінке», 1955).

## Вибрана бібліографія
- La Politesse et la civilité des Noirs, 1936 (нариси)
- Les Noirs et la culture : Introduction aux problèmes de l'évolution des peuples noirs, 1950 (есеї)
- Crayons et portraits, 1953 (есеї)
- Harmakhis, poèmes du terroir africain, 1953  (громадянська і політична поезія)
- Sagesse noire, sentences et poèmes malinkés, 1955 (фольклор)
- La passion de Djimé, 1956 (роман)
- Coup de sagaie, controverse sur l'Union française, 1957 (нариси)
- Une page est tournée, 1959 (есеї)
- La savane rouge, 1962 (повість)
- Poèmes de l'Afrique noire,1963 (поетична збірка)
- Les Jeux de destin, 1970 (поезія)
- Au-dessus des nuages de Madagascar au Kenyaб 1970 (поезія)